# كلاركسون (نبراسكا)
كلاركسون (بالإنجليزية: Clarkson)‏ هي مدينة أمريكية تقع في ولاية نبراسكا. تبلغ مساحة هذه المدينة 2.05 (كم²)،ويبلغ عدد سكانها 658 نسمة حسب إحصاء سنة 2010 م 658.تشير إحصاءات سنة 2000م بأن الكثافة السكانية في هذه المدينة تقدر بـ(321.2) نسمة/كم2

## التركيبة السكانية
قام مكتب تعداد الولايات المتحدة بتحديد بيانات التركيبة السكانية لكلاركسون في تعداد الولايات المتحدة. في ما يلي، التركيبة السكانية حسب تعدادي 2000 و2010.

### تعداد عام 2000
بلغ عدد سكان كلاركسون 685 نسمة بحسب تعداد عام 2000، وبلغ عدد الأسر 311 أسرة وعدد العائلات 185 عائلة مقيمة في المدينة. في حين سجلت الكثافة السكانية 999.3 نسمة لكل ميل مربع (385.8/كم2). وبلغ عدد الوحدات السكنية 366 وحدة بمتوسط كثافة قدره 533.9 نسمة لكل ميل مربع (206.1/كم2).
وتوزع التركيب العرقي للمدينة بنسبة 99.12% من البيض و 0.15% من عرقين مختلطين أو أكثر.
بلغ عدد الأسر 311 أسرة كانت نسبة 25.7% منها لديها أطفال تحت سن الثامنة عشر تعيش معهم، وبلغت نسبة الأزواج القاطنين مع بعضهم البعض 53.7% من أصل المجموع الكلي للأسر، ونسبة 4.8% من الأسر كان لديها معيلات من الإناث دون وجود شريك، وكانت نسبة 40.5% من غير العائلات. تألفت نسبة 38.9% من أصل جميع الأسر من أفراد ونسبة 23.2% كانوا يعيش معهم شخص وحيد يبلغ من العمر 65 عاماً فما فوق. وبلغ متوسط حجم الأسرة المعيشية 2.95، أما متوسط حجم العائلات فبلغ 2.20.
بلغ العمر الوسطي للسكان 41 عاماً. وكانت نسبة 24.4% من القاطنين تحت سن الثامنة عشر، وكانت نسبة 6.3% بين الثامنة عشر والأربعة وعشرون عاماً، ونسبة 25.1% كانت واقعةً في الفئة العمرية ما بين الخامسة والعشرون حتى والأربعة وأربعون عاماً، ونسبة 18.1% كانت ما بين الخامسة والأربعون حتى الرابعة والستون، ونسبة 26.1% كانت ضمن فئة الخامسة والستون عاماً فما فوق. يوجد لكل 100 أنثى 86.1 ذكر، ويوجد لكل 100 أنثى في الثامنة عشر من عمرها فما فوق 83.7 ذكر.
بلغ متوسط دخل الأسرة في المدينة 26,726 دولار، أما متوسط دخل العائلة فبلغ 36,094 دولار. وكان متوسط دخل الذكور 25,625 دولار مقابل 20,938 دولار للإناث. وسجل دخل الفرد الخاص بالمدينة 14,189 دولار. وكانت نسبة 6.5% من العائلات ونسبة 9.1% من السكان تحت خط الفقر، وكان من هؤلاء نسبة 8.1% تحت سن الثامنة عشر ونسبة 15.5% في الخامسة والستين من العمر وما فوق.

### تعداد عام 2010
بلغ عدد سكان كلاركسون 658 نسمة بحسب تعداد عام 2010، وبلغ عدد الأسر 285 أسرة وعدد العائلات 168 عائلة مقيمة في المدينة. في حين سجلت الكثافة السكانية 832.9 نسمة لكل ميل مربع (321.6/كم2). وبلغ عدد الوحدات السكنية 342 وحدة بمتوسط كثافة قدره 432.9 لكل ميل مربع (167.1/كم2).
وتوزع التركيب العرقي للمدينة بنسبة 98.3% من البيض و 0.2% من سكان جزر المحيط الهادئ و 0.6% من عرقين مختلطين أو أكثر.
بلغ عدد الأسر 285 أسرة كانت نسبة 27.0% منها لديها أطفال تحت سن الثامنة عشر تعيش معهم، وبلغت نسبة الأزواج القاطنين مع بعضهم البعض 51.9% من أصل المجموع الكلي للأسر، ونسبة 4.6% من الأسر كان لديها معيلات من الإناث دون وجود شريك، بينما كانت نسبة 2.5% من الأسر لديها معيلون من الذكور دون وجود شريكة وكانت نسبة 41.1% من غير العائلات. تألفت نسبة 38.6% من أصل جميع الأسر من أفراد ونسبة 22.1% كانوا يعيش معهم شخص وحيد يبلغ من العمر 65 عاماً فما فوق. وبلغ متوسط حجم الأسرة المعيشية 2.85، أما متوسط حجم العائلات فبلغ 2.16.
بلغ العمر الوسطي للسكان 48.9 عاماً. وكانت نسبة 20.2% من القاطنين تحت سن الثامنة عشر، وكانت نسبة 7.5% بين الثامنة عشر والأربعة وعشرون عاماً، ونسبة 17.3% كانت واقعةً في الفئة العمرية ما بين الخامسة والعشرون حتى والأربعة وأربعون عاماً، ونسبة 27.1% كانت ما بين الخامسة والأربعون حتى الرابعة والستون، ونسبة 27.8% كانت ضمن فئة الخامسة والستون عاماً فما فوق. وتوزع التركيب الجنسي للسكان بنسبة 46.4% ذكور و53.6% إناث.